# Brigitte Ahrens
Brigitte Ahrens (* 13. September 1945 in Chemnitz) ist eine deutsche Schlagersängerin.

## Leben
Brigitte Ahrens machte sich zwischen 1961 und 1964 im Schlagerchor des Karl-Marx-Städter Klubs der Jungen Talente mit der Tanzmusik vertraut. 1967 führte ihr musikalischer Weg über Heinz Quermanns Talentwettbewerb Herzklopfen kostenlos. Sie machte eine erfolgreiche Mikrofonprobe beim Rundfunk der DDR in Ost-Berlin. Am Zentralen Studio für Unterhaltungskunst absolvierte sie eine Ausbildung im Fach Gesang, Ballett, Schauspiel und Sprecherziehung.
Bekannt wurde sie durch zahlreiche Sendungen im DFF. Es erschienen mehrere Amiga-Schallplatten, die heute noch bei Sammlern in Deutschland und den Benelux-Staaten sehr begehrt sind.
Auslandstourneen führten Brigitte Ahrens nach Polen, Rumänien, Bulgarien, Ungarn, der ČSSR und den Beneluxstaaten.
Einige Jahre war sie beim Bezirksender Karl-Marx-Stadt und später bei seinem Nachfolger, dem Sachsen Radio als Musikredakteurin tätig.
Nach längerer Pause meldete sie sich mit der 2005 aufgenommenen  CD Ich gehe auf die Fünfzig...na und? wieder zurück. Gelegentlich tritt sie als Alleinunterhalter, mit dem  Duo Bretthardt aus Chemnitz oder einem DJ  auf.
Mit dem von Arndt Bause komponierten Titel Wo ist die liebe Sonne gewann Brigitte Ahrens 1971 den 3. Platz beim Schlagerwettbewerb der DDR. Ein großer Erfolg wurde auch der Titel Da ging für mich die Sonne auf, den Ralf Petersen 1974 schrieb.

## Diskografie

### Singles und EPs
- 1968 Heut ist mein Tag
- 1968 Warum hat er wieder nicht geschrieben
- 1968 Lass dich doch bald wieder sehen
- 1968 Was soll ich mit roten Rosen
- 1970 Halt dein Herz fest / Nein, Du mit deinen Wanderaugen
- 1970 Alles dreht sich um uns beide / Wenn dein Herz mir verzeiht
- 1972 Komm in den Tag / Und der Sommer kommt bald zurück
- 1974 Da ging für mich die Sonne auf / Insel im Fluß
- 2005 Ich geh auf die Fünfzig - na und

### Samplerbeiträge
- 1968 Donaumelodie
- 1969 Ade, ade, der Zug fährt ab
- 1971 Wo ist die liebe Sonne

### Weitere Rundfunkaufnahmen
- 1970 Mal mir einen Regenbogen
- 1971 Es geht weiter
- 1974 Schau nur auf die Sonnenuhr